# Schneider 76 mm M Mle 1909
Il Canon de 76 mm M (montagne) Mle 1909 Schneider era un cannone da montagna francese, prodotto dalla Schneider et Cie per la Russia, dove il pezzo era conosciuto come 76 mm M1909 (abbreviazione del russo: 76-мм горная пушка образца 1909 г., cannone da montagna da 76 mm modello 1909).

## Storia
Il cannone deriva direttamente dal 75 mm Schneider-Danglis Mle 1906/09, progettato nel 1906 dal colonnello dell'esercito greco Panagiōtīs Dagklīs. Nel 1909 lo Schneider-Danglis fu modificato con l'installazione di una bocca da fuoco nel calibro 76,2 mm standard dell'Esercito imperiale russo. Il 76 mm M1909 andava così a sostituire il poco potente M1904 da 3 pollici sviluppato dall'impianto Obuchov. Ai pezzi prodotti in Francia dalla Schneider et Cie. si aggiunsero circa 400 cannoni prodotti su licenza in Russia dalle Officine Putilov. Dal cannone furono derivati il cannone da fortezza M1910 e la versione corta M1913.
Il cannone e le versioni derivate furono impiegate dall'Esercito imperiale durante la Grande Guerra. Equipaggiava l'Armata rossa durante la guerra d'inverno; durante questo conflitto alcuni cannoni, in tutte e tre le versioni, furono catturati e reimpiegati dalla Finlandia rispettivamente con i nomi 76 LK 09, 76 LK 10 e 76 LK 13. Era ancora in servizio con l'Armata rossa allo scoppio della seconda guerra mondiale. Nel 1941 la Wehrmacht immise in servizio un certo numero di cannoni catturati durante l'Operazione Barbarossa, con la denominazione 7,62 cm GebK 293(r).

## Tecnica

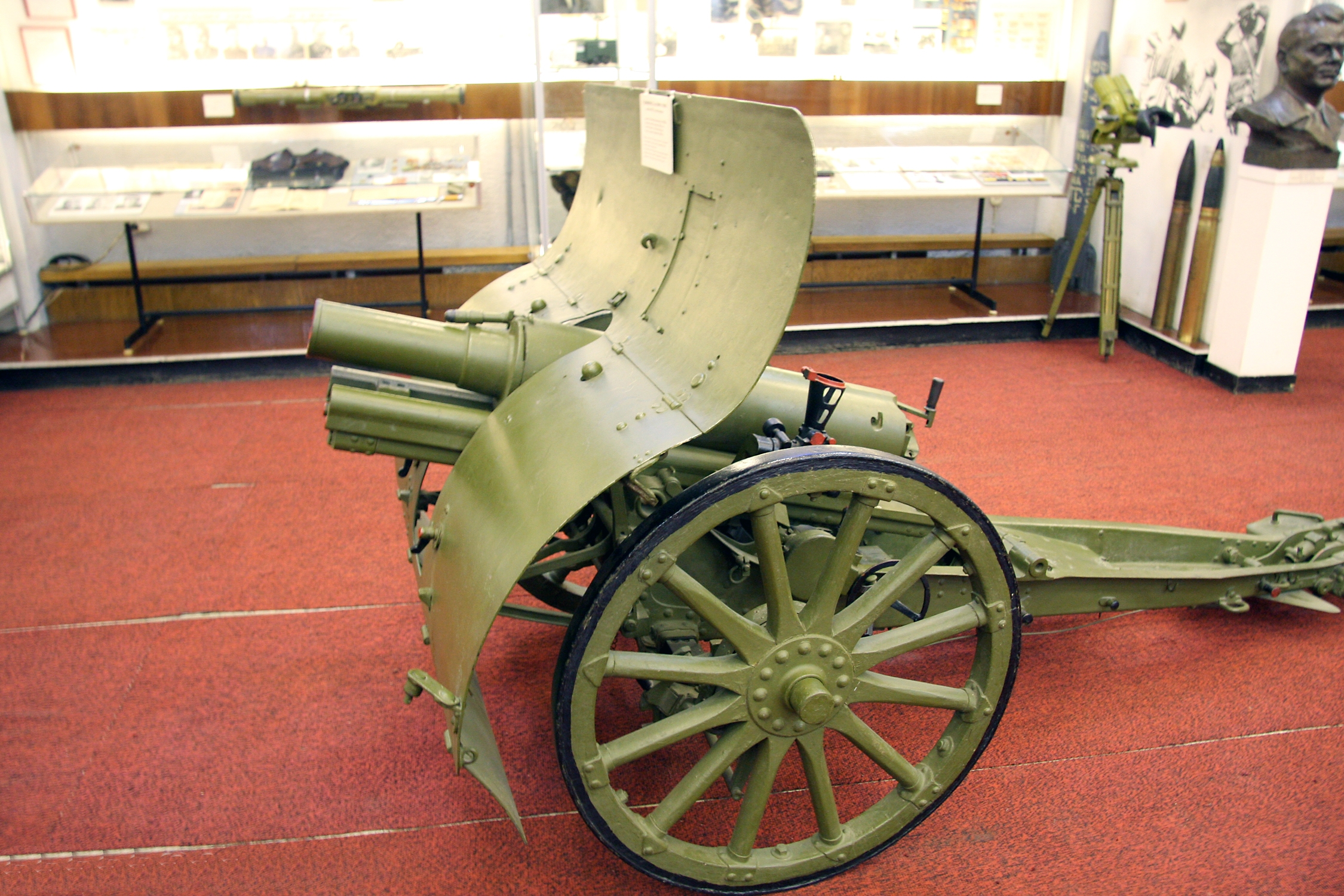

Il progetto di Danglis era caratterizzato da alcune interessanti soluzioni: la culatta e parte della canna era inserita in un manicotto che ne permetteva la rapida rimozione; le ruote inoltre erano montare su assali a gomito, snodati, che consentivano di bloccare l'affusto in due posizioni, una più bassa sul suolo, che garantiva minore esposizione al fuoco, ed una alta, usata per gli elevati angoli di tiro in quanto aumentava la distanza dell'otturatore dal suolo durante il massimo rinculo. Il freno di sparo idropneumatico era fissato nella culla sotto alla canna. L'affusto, con ruote in legno e coda unica, era dotato di una caratteristica ed ampia scudatura con profilo curvato a S. La coda d'affusto era incernierata e veniva piegata per montare le stanghe per il traino con un cavallo. In alternativa al traino, il pezzo poteva essere scomposto in sei carichi someggiabili.

## Varianti
- 76 mm M1910 (76,2-мм противоштурмовая пушка образца 1910 г.): versione alleggerita e semplificata, destinata ad armare le fortificazioni. Impiegava la canna del M1909 installata su un affusto semplificato, più leggero, privo di brandeggio e non smontabile. Impiegava le munizioni del M1909 ma con cariche di lancio ridotte e quindi con minore prestazioni. La produzione di questa versione iniziò nel 1911 presso gli stabilimenti Putilov e continuò fino alla metà del 1915, con la realizzazione di due lotti per un totale di 407 pezzi. Questo modello equipaggiava anche l'autoblindo Garford-Putilov.
- 76 mm corto M1913 (76-мм короткая пушка обр. 1913 г.): cannone d'accompagnamento ("reggimentale" secondo la definizione russa), affiancava il Putilov 76 mm M1902 "divisionale". La bocca da fuoco era quella del M1909, ma non era smontabile dalla culla ed era incavalcata su un nuovo affusto campale a coda unica. L'assale era dritto e non a gomito come sul pezzo da montagna, ma montava le stesse ruote (poi sostituite da ruote in acciaio stampato con pneumatici). Lo scudo era in tre sezioni: a quella principale erano incernierate una sezione superiore inclinabile ed una gonna inferiore. Il settore di elevazione andava da -6° a +25°; poiché il sistema di puntamento arrivava fino a +36,5°, era possibile raggiungere questa elevazione scalzando il terreno sotto la coda. Un prototipo di M1913 fu testato sul campo nel novembre 1914, ma il primo lotto di 80 cannoni era già stato ordinato alla Putilov alla fine del 1913. Le consegne iniziarono nel giugno 1916; quell'anno furono prodotte 119 cannoni, seguiti da altri 54 nel 1917[2].

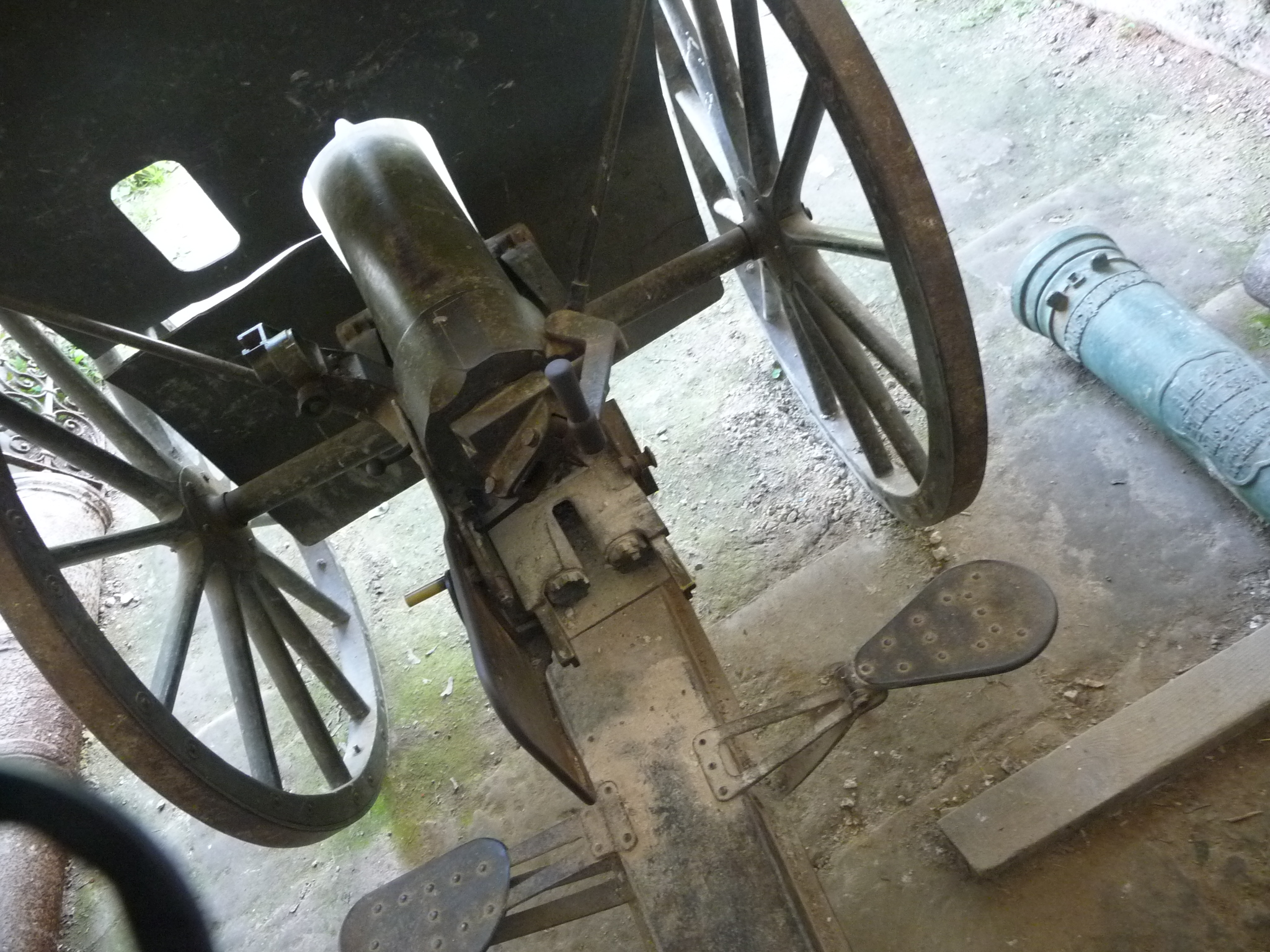
M1910 con l'affusto semplificato
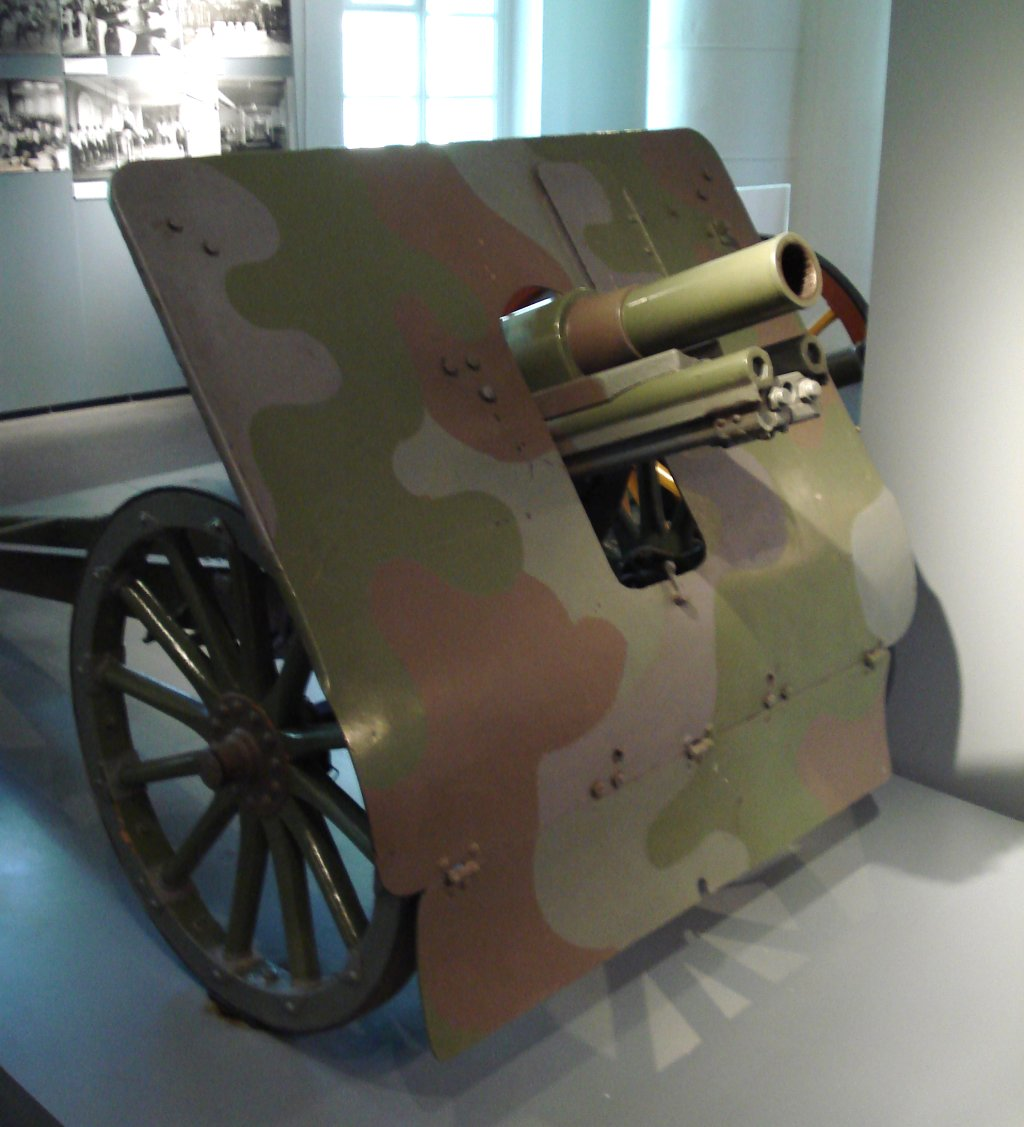
M1913